# Monteggio
Monteggio est une ancienne commune et une localité de la commune de Tresa, située dans le district tessinois de Lugano, en Suisse.
Le 18 avril 2021, elle fusionne avec Croglio, Ponte Tresa et Sessa pour former la commune de Tresa,.